# Roger Caron
 (novembre 2022).
Pour les articles homonymes, voir Caron.
Roger Caron est un militant communiste libertaire né le 23 octobre 1914 à Paris (XIVe) et mort le 2 octobre 1999 à Léchelle (Seine-et-Marne).

## Biographie

### Avant la Seconde Guerre mondiale
Avant la Seconde Guerre mondiale, Roger Caron, jeune apprenti puis ouvrier électro-mécanicien, qui habitait alors 52, boulevard Sérurier (Paris XIXe), commence à travailler en entreprise à l'âge de douze ans. Il adhère à l'Union des anarchistes (UA) dans les années 1930. 
Il devient trésorier des Jeunesses anarchistes dont Ringenbach Ringeas était le secrétaire. Il collabore alors au Libertaire et se réclame du plateformisme, dans le sens de partisan d’une organisation structurée sur la base de positions claires. 
En septembre 1936, il est responsable du secteur Est de la fédération parisienne et trésorier de la Jeunesse Anarchiste Communiste (JAC). Il est très actif dans les mouvements de soutien aux anarchistes espagnols, ce qui lui vaut d'être arrêté à la suite d'une distribution de tracts dans un spectacle de ballets espagnols (franquistes) à Paris, à la Mutualité. Incorporé dans l'armée, alors qu’il avait été ajourné en 1935, il parvient à se faire ajourner une seconde fois. Il sera incorporé une deuxième fois à la déclaration de guerre à la suite d'une rafle au local du Libertaire (rue de Lancry). Il parvient alors à se faire réformer (il sera réformé définitivement en octobre 1946). Dans cette période, de nombreux militants anarchistes sont insoumis et soit restent cachés, soit cherchent à quitter clandestinement la France. Il confie ses papiers militaires à l'un d'eux (André Barzangette) qui en octobre 1939 essaie grâce à ceux-ci de passer la frontière espagnole sous l’identité de Roger Caron pour tenter de gagner le Mexique avec d’autres militants (René Bregeot, Bordier, Coignet, Coutrot). André Barzangette sera arrêté et interné au camp de Miranda en 1940.

### Pendant la Seconde Guerre mondiale
Durant la Seconde Guerre mondiale, il ne prend pas parti pour les belligérants, rompant tout contact avec les anarchistes qui s'engagent dans une collaboration active. Il maintient des contacts qui le conduisent à participer, avec Henri Bouyé (ex-trésorier de la FAF), en janvier 1944 à un projet de Charte d’unification des anciennes FAF et UA et à la refondation du mouvement anarchiste après guerre. Relativement peu de membres de l’UA d’avant-guerre le suivront dans cette unification, et en particulier aucun de ses camarades les plus proches (soit qu’ils aient été trop meurtris par la guerre pour se ré-engager dans une activité militante, soit qu’ils s’orientent alors vers un militantisme pacifiste, comme Marcel et Marcelle Bullier). 
Il collabore, avec entre autres Renée Lamberet, Henri Bouyé, André Senez, Vogue, Émile Babouot, Jean-Louis Lefevre et Giliane Berneri, à la brochure Les libertaires et le problème social dont la première édition sera publiée en mars 1945.  
Dès la libération de Paris en août 1944, il se rend à la préfecture de Police de Paris pour obtenir des nouvelles autorités l’autorisation de publication du Libertaire. Finalement, cette démarche est effectuée sans succès, du moins dans un premier temps (Le Libertaire reparaîtra légalement en mars 1946).

### 1945-1953
Après la Seconde Guerre mondiale, il est parmi les refondateurs de la Fédération anarchiste (FA) aux côtés de, notamment, Robert Joulin, Henri Bouyé, Maurice Joyeux, Georges Fontenis, Suzy Chevet, Renée Lamberet, Georges Vincey, Aristide et Paul Lapeyre, Maurice Laisant, Maurice Fayolle, Giliane Berneri, Solange Dumont, Henri Oriol et Paul Chery.
Lors du congrès de fondation de la FA en 1945, il fait partie des 22 militants élus à la commission administrative de l’organisation. Il y est reconduit au congrès suivant tenu à Dijon en septembre 1946. Il collabore au Libertaire et au Trait d’Union (Paris, 1949-1950) le bulletin intérieur des groupes de la région parisienne de la FA. Il demeure alors 23 rue de Sambre-et-Meuse (Paris Xe) et figure sur la liste des domiciles surveillés par la police. 
Partisan d’une organisation structurée, il est en 1949 l’un des principaux initiateurs, avec Georges Fontenis et Jean Senninger (dit Serge Ninn), de l'Organisation Pensée Bataille (OPB) dans laquelle il a le titre de "Secrétaire-Adjoint dit conseiller". Il est membre du groupe de Paris-Est de l’OPB, avec Cécile et André Moine et René Lustre. Une partie des réunions clandestines de l’OPB se déroulent alors, en prélude aux réunions officielles de la FA, dans le logement de la rue de Sambre-et-Meuse, qui se situe à quelques minutes du local du Libertaire, quai de Valmy. 
Lors du congrès de Bordeaux (31 mai au 2 juin 1952) de la Fédération anarchiste il est élu secrétaire aux relations extérieures du nouveau Comité national de la FA dont les autres membres sont Georges Fontenis (secrétaire), Gilbert Blanchet (secrétaire à l’organisation), René Lustre (secrétaire à la gestion) et Jean Laulla (secrétaire aux relations internationales). 
Au congrès de Paris (23-25 mai 1953) où est décidé le changement de nom de FA en Fédération communiste libertaire (FCL) qui prendra effet en décembre, il est élu secrétaire général du nouveau CN aux côtés de G. Blanchet, R. Lustre, André Moine (propagande), J. Laulla et Michel Donnet (relations extérieures. Bien qu’il soit lui-même plus favorable à un changement en «Parti communiste libertaire», il se rallie au sigle FCL. Durant ce congrès, il est également de ceux qui défendent une motion sur l’incompatibilité entre l’appartenance à une organisation libertaire et à la franc-maçonnerie, position sur laquelle il restera intransigeant toute sa vie. Il est par ailleurs un de ceux qui obtiennent que le titre du journal ne soit plus imprimé en noir mais en rouge, modification pour lui symbolique de la rupture avec les confusions du vieux mouvement anarchiste.

### Pendant la guerre d'Algérie
Durant la guerre d'Algérie, il est poursuivi à plusieurs reprises en tant que directeur de publication du Libertaire pour atteinte à la sûreté intérieure et extérieure de l’État, atteinte au moral de l’armée, de provocation de militaires à la désobéissance, apologie des crimes, de meurtres... Soit Robert Joulin, soit Georges Fontenis, sont généralement poursuivis pour complicité, en qualité de gérant du Libertaire et de secrétaire général de FCL, respectivement. Il est poursuivi et inculpé en novembre 1954 d’« atteinte à la sûreté de l’État » pour l’affiche « Vive l’Algérie libre » éditée par la FCL. Il est inculpé à l’été 1955 pour « atteinte à la sécurité de l’État ». 
En février 1956 il est à nouveau poursuivi avec R. Joulin à deux reprises pour « diffamation envers les armées » à la suite d'un article du Libertaire dénonçant la répression et la torture en Algérie. Les 11 et 12 mai 1956, il doit répondre devant la 17e chambre correctionnelle de provocation directe à des violences volontaires, d’injures publiques et de diffamation envers Jacques Soustelle Gouverneur Général de l’Algérie, d’injures et de diffamation envers la Police et envers une administration publique (R. Joulin coïnculpé) ; d’injures publiques envers les Armées (Georges Fontenis coïnculpé). 
Lors de la réunion du comité national de la FCL du 5 juillet 1956, il fait partie de la minorité qui s’oppose à Georges Fontenis favorable à la disparition du Libertaire et au passage à la clandestinité. Il se déclare partisan de la suspension du journal, considérant que les articles du Libertaire (dont il n’est pas l’auteur et dont il n’approuve pas toujours le ton) pour lesquels il est poursuivi n’auraient rien perdu de leur contenu en évitant l’usage de termes favorisant les poursuites pour injures et diffamations. 
Le 4 octobre 1956, il doit à nouveau répondre d’injures publiques envers les armées  et envers la Cour d’appel de Douai (Georges Fontenis coïnculpé) et J. Soustelle (Fontenis et Philippe coïnculpés). Le 7 décembre, il est accusé de publication de provocation publique des militaires à la désobéissance (Georges Fontenis coïnculpé). Le 12 décembre 1956, il est convoqué devant la 11e chambre de la Cour d’Appel de Paris pour 9 condamnations s’échelonnant de février à décembre 56, assorties de fortes amendes et de peines de prison avec sursis (avec soit Joulin soit Georges Fontenis cocondamnés). Face à la disparition de fait de l’organisation et à la dispersion des militants, il rompt tout contact avec les anciens de l’OPB et de la FCL, y compris avec R. Joulin, cette rupture mettant fin à son activité politique.

## Notices
- Dictionnaire international des militants anarchistes : Roger Caron.
- Articles de Roger Caron dans Le Libertaire.